# Liste der Kapellen im Bistum Aachen

Regionen im Bistum Aachen

Die Liste der Kapellen im Bistum Aachen listet in Teillisten die pfarrgebundenen und Privatkapellen auf, die in den acht Regionen des Bistums Aachen ihren Standort haben. Die Kirchen des Bistums sind in der Liste der Kirchen im Bistum Aachen einsortiert.

## Einzellisten
- Liste der Kapellen im Bistum Aachen – Region Aachen-Stadt
- Liste der Kapellen im Bistum Aachen – Region Aachen-Land
- Liste der Kapellen im Bistum Aachen – Region Düren
- Liste der Kapellen im Bistum Aachen – Region Eifel
- Liste der Kapellen im Bistum Aachen – Region Heinsberg
- Liste der Kapellen im Bistum Aachen – Region Kempen-Viersen
- Liste der Kapellen im Bistum Aachen – Region Krefeld
- Liste der Kapellen im Bistum Aachen – Region Mönchengladbach